# 2015-ös Formula–1 szingapúri nagydíj
A szingapúri nagydíj volt a 2015-ös Formula–1 világbajnokság tizenharmadik futama, amelyet 2015. szeptember 18. és szeptember 20. között rendeztek meg a Singapore Street Circuiten, Szingapúrban. Ezen a hétvégén mutatkozott be a Manor színeiben Alexander Rossi, aki Roberto Merhi ülését kapta meg a szezon hátralevő futamainak nagy részére.

## Szabadedzések

### Első szabadedzés
A szingapúri nagydíj első szabadedzését szeptember 18-án, pénteken este tartották.
| helyezés | versenyző        | csapat/motor         | elért idő | különbség | futott kör |
| -------- | ---------------- | -------------------- | --------- | --------- | ---------- |
| 1        | Nico Rosberg     | Mercedes             | 1:47,995  | −         | 27         |
| 2        | Lewis Hamilton   | Mercedes             | 1:48,314  | +0,319    | 24         |
| 3        | Daniel Ricciardo | Red Bull-Renault     | 1:48,331  | +0,336    | 21         |
| 4        | Sebastian Vettel | Ferrari              | 1:48,494  | +0,499    | 23         |
| 5        | Kimi Räikkönen   | Ferrari              | 1:48,785  | +0,790    | 20         |
| 6        | Valtteri Bottas  | Williams-Mercedes    | 1:49,380  | +1,385    | 19         |
| 7        | Max Verstappen   | Toro Rosso-Renault   | 1:49,466  | +1,471    | 17         |
| 8        | Nico Hülkenberg  | Force India-Mercedes | 1:49,854  | +1,859    | 21         |
| 9        | Carlos Sainz Jr. | Toro Rosso-Renault   | 1:50,019  | +2,024    | 28         |
| 10       | Pastor Maldonado | Lotus-Mercedes       | 1:50,068  | +2,073    | 21         |
| 11       | Fernando Alonso  | McLaren-Honda        | 1:50,123  | +2,128    | 21         |
| 12       | Sergio Pérez     | Force India-Mercedes | 1:50,125  | +2,130    | 23         |
| 13       | Felipe Nasr      | Sauber-Ferrari       | 1:50,158  | +2,163    | 18         |
| 14       | Romain Grosjean  | Lotus-Mercedes       | 1:50,341  | +2,346    | 23         |
| 15       | Jenson Button    | McLaren-Honda        | 1:50,455  | +2,460    | 21         |
| 16       | Marcus Ericsson  | Sauber-Ferrari       | 1:50,883  | +2,888    | 21         |
| 17       | Felipe Massa     | Williams-Mercedes    | 1:51,035  | +3,040    | 18         |
| 18       | Danyiil Kvjat    | Red Bull-Renault     | 1:51,188  | +3,193    | 8          |
| 19       | Will Stevens     | Manor-Ferrari        | 1:53,903  | +5,908    | 20         |
| 20       | Alexander Rossi  | Manor-Ferrari        | 1:53,918  | +5,923    | 18         |

### Második szabadedzés
A szingapúri nagydíj második szabadedzését szeptember 18-án, pénteken éjszaka tartották.
| helyezés | versenyző        | csapat/motor         | elért idő | különbség | futott kör |
| -------- | ---------------- | -------------------- | --------- | --------- | ---------- |
| 1        | Danyiil Kvjat    | Red Bull-Renault     | 1:46,142  | −         | 34         |
| 2        | Kimi Räikkönen   | Ferrari              | 1:46,181  | +0,039    | 34         |
| 3        | Daniel Ricciardo | Red Bull-Renault     | 1:46,256  | +0,114    | 29         |
| 4        | Lewis Hamilton   | Mercedes             | 1:46,479  | +0,337    | 33         |
| 5        | Sebastian Vettel | Ferrari              | 1:46,487  | +0,345    | 35         |
| 6        | Sergio Pérez     | Force India-Mercedes | 1:46,659  | +0,517    | 30         |
| 7        | Nico Rosberg     | Mercedes             | 1:46,781  | +0,639    | 34         |
| 8        | Fernando Alonso  | McLaren-Honda        | 1:46,959  | +0,817    | 26         |
| 9        | Nico Hülkenberg  | Force India-Mercedes | 1:47,294  | +1,152    | 35         |
| 10       | Max Verstappen   | Toro Rosso-Renault   | 1:47,427  | +1,285    | 32         |
| 11       | Felipe Massa     | Williams-Mercedes    | 1:47,684  | +1,542    | 28         |
| 12       | Felipe Nasr      | Sauber-Ferrari       | 1:47,755  | +1,613    | 26         |
| 13       | Marcus Ericsson  | Sauber-Ferrari       | 1:47,795  | +1,653    | 33         |
| 14       | Jenson Button    | McLaren-Honda        | 1:47,888  | +1,746    | 28         |
| 15       | Carlos Sainz Jr. | Toro Rosso-Renault   | 1:48,012  | +1,870    | 23         |
| 16       | Romain Grosjean  | Lotus-Mercedes       | 1:48,096  | +1,954    | 32         |
| 17       | Valtteri Bottas  | Williams-Mercedes    | 1:48,118  | +1,976    | 28         |
| 18       | Pastor Maldonado | Lotus-Mercedes       | 1:50,094  | +3,952    | 30         |
| 19       | Alexander Rossi  | Manor-Ferrari        | 1:56,739  | +10,597   | 9          |
| 20       | Will Stevens     | Manor-Ferrari        | 1:59,932  | +13,790   | 3          |

### Harmadik szabadedzés
A szingapúri nagydíj harmadik szabadedzését szeptember 19-én, szombaton este tartották.
| helyezés | versenyző        | csapat/motor         | elért idő | különbség | futott kör |
| -------- | ---------------- | -------------------- | --------- | --------- | ---------- |
| 1        | Sebastian Vettel | Ferrari              | 1:45,682  | −         | 12         |
| 2        | Kimi Räikkönen   | Ferrari              | 1:46,132  | +0,450    | 12         |
| 3        | Danyiil Kvjat    | Red Bull-Renault     | 1:46,167  | +0,485    | 19         |
| 4        | Daniel Ricciardo | Red Bull-Renault     | 1:46,359  | +0,677    | 14         |
| 5        | Lewis Hamilton   | Mercedes             | 1:46,802  | +1,120    | 15         |
| 6        | Nico Rosberg     | Mercedes             | 1:47,223  | +1,541    | 16         |
| 7        | Fernando Alonso  | McLaren-Honda        | 1:47,237  | +1,555    | 14         |
| 8        | Carlos Sainz Jr. | Toro Rosso-Renault   | 1:47,301  | +1,619    | 18         |
| 9        | Max Verstappen   | Toro Rosso-Renault   | 1:47,464  | +1,782    | 17         |
| 10       | Marcus Ericsson  | Sauber-Ferrari       | 1:47,568  | +1,886    | 20         |
| 11       | Valtteri Bottas  | Williams-Mercedes    | 1:47,587  | +1,905    | 20         |
| 12       | Nico Hülkenberg  | Force India-Mercedes | 1:47,640  | +1,958    | 16         |
| 13       | Jenson Button    | McLaren-Honda        | 1:47,715  | +2,033    | 14         |
| 14       | Felipe Massa     | Williams-Mercedes    | 1:47,733  | +2,051    | 21         |
| 15       | Pastor Maldonado | Lotus-Mercedes       | 1:47,817  | +2,135    | 16         |
| 16       | Sergio Pérez     | Force India-Mercedes | 1:48,002  | +2,320    | 15         |
| 17       | Romain Grosjean  | Lotus-Mercedes       | 1:48,116  | +2,434    | 15         |
| 18       | Felipe Nasr      | Sauber-Ferrari       | 1:48,932  | +3,250    | 20         |
| 19       | Alexander Rossi  | Manor-Ferrari        | 1:52,588  | +6,906    | 26         |
| 20       | Will Stevens     | Manor-Ferrari        | 1:55,293  | +9,611    | 22         |

## Időmérő edzés
A szingapúri nagydíj időmérő edzését szeptember 19-én, szombaton éjszaka futották.
| helyezés              | rajtszám | versenyző        | csapat/motor         | 1. rész  | 2. rész  | 3. rész  | rajthely | futott kör |
| --------------------- | -------- | ---------------- | -------------------- | -------- | -------- | -------- | -------- | ---------- |
| 1                     | 5        | Sebastian Vettel | Ferrari              | 1:46,017 | 1:44,743 | 1:43,885 | 1        | 14         |
| 2                     | 3        | Daniel Ricciardo | Red Bull-Renault     | 1:46,166 | 1:45,291 | 1:44,428 | 2        | 17         |
| 3                     | 7        | Kimi Räikkönen   | Ferrari              | 1:46,467 | 1:45,140 | 1:44,667 | 3        | 17         |
| 4                     | 26       | Danyiil Kvjat    | Red Bull-Renault     | 1:45,340 | 1:44,979 | 1:44,745 | 4        | 15         |
| 5                     | 44       | Lewis Hamilton   | Mercedes             | 1:45,765 | 1:45,650 | 1:45,300 | 5        | 16         |
| 6                     | 6        | Nico Rosberg     | Mercedes             | 1:46,201 | 1:45,653 | 1:45,415 | 6        | 17         |
| 7                     | 77       | Valtteri Bottas  | Williams-Mercedes    | 1:46,231 | 1:45,887 | 1:45,676 | 7        | 20         |
| 8                     | 33       | Max Verstappen   | Toro Rosso-Renault   | 1:46,483 | 1:45,635 | 1:45,798 | 8        | 16         |
| 9                     | 19       | Felipe Massa     | Williams-Mercedes    | 1:46,879 | 1:45,701 | 1:46,077 | 9        | 19         |
| 10                    | 8        | Romain Grosjean  | Lotus-Mercedes       | 1:46,860 | 1:45,805 | 1:46,413 | 10       | 18         |
| 11                    | 27       | Nico Hülkenberg  | Force India-Mercedes | 1:46,669 | 1:46,305 |          | 11       | 12         |
| 12                    | 14       | Fernando Alonso  | McLaren-Honda        | 1:46,600 | 1:46,328 |          | 12       | 12         |
| 13                    | 11       | Sergio Pérez     | Force India-Mercedes | 1:46,576 | 1:46,385 |          | 13       | 13         |
| 14                    | 55       | Carlos Sainz Jr. | Toro Rosso-Renault   | 1:46,465 | 1:46,894 |          | 14       | 13         |
| 15                    | 22       | Jenson Button    | McLaren-Honda        | 1:46,891 | 1:47,019 |          | 15       | 12         |
| 16                    | 12       | Felipe Nasr      | Sauber-Ferrari       | 1:46,965 |          |          | 16       | 8          |
| 17                    | 9        | Marcus Ericsson  | Sauber-Ferrari       | 1:47,088 |          |          | 17       | 6          |
| 18                    | 13       | Pastor Maldonado | Lotus-Mercedes       | 1:47,323 |          |          | 18       | 6          |
| 19                    | 28       | Will Stevens     | Manor-Ferrari        | 1:51,021 |          |          | 19       | 8          |
| 20                    | 53       | Alexander Rossi  | Manor-Ferrari        | 1:51,523 |          |          | 20       | 8          |
| 107%-os idő: 1:52,713 |          |                  |                      |          |          |          |          |            |

## Futam
A szingapúri nagydíj futama szeptember 20-án, vasárnap éjszaka rajtolt.
| helyezés | rajtszám | versenyző        | csapat/motor         | futott kör | idő/kiesés oka | rajthely | pont |
| -------- | -------- | ---------------- | -------------------- | ---------- | -------------- | -------- | ---- |
| 1        | 5        | Sebastian Vettel | Ferrari              | 61         | 2:01:22,118    | 1        | 25   |
| 2        | 3        | Daniel Ricciardo | Red Bull-Renault     | 61         | +1,478         | 2        | 18   |
| 3        | 7        | Kimi Räikkönen   | Ferrari              | 61         | +17,154        | 3        | 15   |
| 4        | 6        | Nico Rosberg     | Mercedes             | 61         | +24,720        | 6        | 12   |
| 5        | 77       | Valtteri Bottas  | Williams-Mercedes    | 61         | +34,204        | 7        | 10   |
| 6        | 26       | Danyiil Kvjat    | Red Bull-Renault     | 61         | +35,508        | 4        | 8    |
| 7        | 11       | Sergio Pérez     | Force India-Mercedes | 61         | +50,836        | 13       | 6    |
| 8        | 33       | Max Verstappen   | Toro Rosso-Renault   | 61         | +51,450        | 8        | 4    |
| 9        | 55       | Carlos Sainz Jr. | Toro Rosso-Renault   | 61         | +52,860        | 14       | 2    |
| 10       | 12       | Felipe Nasr      | Sauber-Ferrari       | 61         | +1:30,045      | 16       | 1    |
| 11       | 9        | Marcus Ericsson  | Sauber-Ferrari       | 61         | +1:37,507      | 17       |      |
| 12       | 13       | Pastor Maldonado | Lotus-Mercedes       | 61         | +1:37,718      | 18       |      |
| 13[1]    | 8        | Romain Grosjean  | Lotus-Mercedes       | 59         | sebességváltó  | 10       |      |
| 14       | 53       | Alexander Rossi  | Manor-Ferrari        | 59         | +2 kör         | 20       |      |
| 15       | 28       | Will Stevens     | Manor-Ferrari        | 59         | +2 kör         | 19       |      |
| ki       | 22       | Jenson Button    | McLaren-Honda        | 52         | sebességváltó  | 15       |      |
| ki       | 14       | Fernando Alonso  | McLaren-Honda        | 33         | sebességváltó  | 12       |      |
| ki       | 44       | Lewis Hamilton   | Mercedes             | 32         | erőforrás      | 5        |      |
| ki       | 19       | Felipe Massa     | Williams-Mercedes    | 30         | sebességváltó  | 9        |      |
| ki       | 27       | Nico Hülkenberg  | Force India-Mercedes | 12         | baleset        | 11       |      |

Megjegyzés:
- ↑ 1:  — Romain Grosjean nem fejezte be a futamot, de helyezését értékelték, mivel teljesítette a versenytáv több mint 90%-át.

## A világbajnokság állása a verseny után
| H   | Versenyzők       | Pont | H   | Konstruktőrök        | Pont |
| --- | ---------------- | ---- | --- | -------------------- | ---- |
| 1.  | Lewis Hamilton   | 252  | 1.  | Mercedes             | 463  |
| 2.  | Nico Rosberg     | 211  | 2.  | Ferrari              | 310  |
| 3.  | Sebastian Vettel | 203  | 3.  | Williams-Mercedes    | 198  |
| 4.  | Kimi Räikkönen   | 107  | 4.  | Red Bull-Renault     | 139  |
| 5.  | Valtteri Bottas  | 101  | 5.  | Force India-Mercedes | 69   |
| 6.  | Felipe Massa     | 97   | 6.  | Lotus-Mercedes       | 50   |
| 7.  | Daniel Ricciardo | 73   | 7.  | Toro Rosso-Renault   | 41   |
| 8.  | Danyiil Kvjat    | 66   | 8.  | Sauber-Ferrari       | 26   |
| 9.  | Sergio Pérez     | 39   | 9.  | McLaren-Honda        | 17   |
| 10. | Romain Grosjean  | 38   | 10. | Manor-Ferrari        | 0    |

(A teljes táblázat)

## Statisztikák
- Vezető helyen:
  - Sebastian Vettel: 61 kör (1-61)
- Sebastian Vettel 42. győzelme és 46. pole-pozíciója.
- Daniel Ricciardo 4. leggyorsabb köre.
- A Scuderia Ferrari 225. győzelme.
- Sebastian Vettel 75., Daniel Ricciardo 10., Kimi Räikkönen 79. dobogós helyezése.
- Valtteri Bottas 50. futama.
- Alexander Rossi 1. nagydíja.